# Janovice nad Úhlavou
Janovice nad Úhlavou (in tedesco Janowitz an der Angel) è una città della Repubblica Ceca facente parte del distretto di Klatovy, nella regione di Plzeň.